# Polcura (Navidad)
Polcura (palabra proveniente del mapudungun que significa piedra amarilla), es una pequeña localidad, ubicada en la comuna de Navidad, Provincia Cardenal Caro, en la VI Región del Libertador General Bernardo O'Higgins, Chile.
Se encuentra entre las localidades de Tumán, Pupuya y la playa de Puertecillo.
Cuenta con una escuela básica, iglesia y hermosos parájes, donde se encuentran humildes viviendas de campesinos.
Es una alternativa para acceder a la playa de Puertecillo, pero no es posible acceder por este camino mediante vehículos 4WD.
El camino Polcura - Puertecillo tiene 8 km de longitud, y al final de este comienza la Cuesta Polcura, sólo para tránsito a pie, caballo o motocicleta, debido a que no es apto para tránsito vehicular por lo angósto que es. Esta alternativa llega al sector norte de Puertecillo.
- Datos: Q6081576